# Ouratea striata
Ouratea striata là một loài thực vật có hoa trong họ Ochnaceae. Loài này được (Tiegh.) Urb. mô tả khoa học đầu tiên năm 1908.